# KGM C시리즈
KGM C시리즈는 KGM커머셜의 도시형버스 차종으로, 기존 에디슨모터스 시절에 출시한 차종인 스마트의 차명을 개칭했다. KG모빌리티가 에디슨모터스를 인수하여 KGM커머셜로 재편한 후 독자 개발했으며, 단축형 모델의 생산을 위해 오식도동 공장을 개수했다. 기존 에디슨모터스의 이미지를 탈피하기 위해 2024년 4월 12일에 새로운 상표를 출원했다.

## 세부 정보

### C070
KGM커머셜의 전장 7m급 준중형 전기 저상버스이며, 2025년 하반기나 또는 2026년쯤에 출시될 예정이다.  
C090, C110과 동일하게 전자식 파킹 브레이크(EPB)가 장착된다. 또한 12.3인치 LCD 디지털 계기판, 오토홀드도 기본으로 적용되며, 전륜에는 독립현가가 적용됐다.

### C090
KGM커머셜의 전장 9m급 도시형 전기 저상버스이며, 전장이 9.08m여서 법적으로는 대형 승합차에 속한다. 
에디슨모터스 시절 출시했던 스마트 087/093은 중국산 반조립 모델로, 초기 생산분에서 잦은 잔고장이 발견되는 등 품질 쪽에서 비판을 받은 전적이 있다. 2023년에 에디슨모터스를 인수하여 KGM커머셜로 재편한 KG모빌리티는 기존에 판매하던 중국산 반조립 모델들을 모두 단종시키고, 독자 모델을 개발한다고 발표했다. 그래서 이 KGM C090은 중국산 반조립 모델인 스마트 087/093과는 하등 관계가 없고, 기존 스마트 110의 플랫폼의 길이를 줄여서 사용한다. 연구개발은 매우 빠르게 진행되어 2024년 7월 시제차가 나왔고, 2024년 7월 30일에 언론을 통해 공식 공개되었다.
스마트 087/093 전장품을 수입해 조립하기만 했던 오식도동 공장의 내부 설비를 개수한 후, 2024년 10월 중반부터 KGM C090을 생산한다. 이 경우에 따라 CNG 모델이 KGM C090G 이름으로 출시될 가능성도 있다. 기존 카탈로그에는 저용량 배터리 모델과 고용량 배터리 모델이 있고 저용량 모델은 최대 340km, 고용량 모델은 최대 400km를 주행할 수 있다고 나와 있었으나, 최종적으로 인증된 주행거리는 고용량 배터리 사양은 377km, 저용량 모델은 316km로 나왔다. 전중문형 입석 옵션과 전문형 좌석 옵션이 있다. 특히 저상버스에 전문만 달린 모델은 국내에 없던 특이한 유형이라, 틈새 시장을 노린 것으로 보인다. 전중문형 좌석 옵션은 공개되지 않았다. 앞문은 폴딩식이며, 전기 충전구는 후면에 있다.
KGM커머셜 공식 유튜브 채널에서 KG그룹에서 주최한 제13회 KG 레이디스 오픈을 통해 셔틀버스 차량이 공개되었으며, 그 이후 전주에서 열린 세계한인비즈니스대회에서 전시되어 외부에 공개가 되었다. 모터는 중국 LVCON제 유닛을 사용하는 것으로 확인되었다. 기존 스마트 087/093과 스마트 110에 있던 문제점에 대한 현장의 의견을 반영하여 기존의 고질적인 문제였던 서스펜션과 운전석 시트, 차체 강성 등을 개선했으며, 전자식 주차 브레이크 및 풀 디지털 클러스터 등 편의사양도 대폭 추가했다.
2024년 11월에 전국 시내버스 업체 최초로 논산 덕성여객에서 정식으로 도입했다. 서울특별시에서는 마을버스 회사인 안암교통에서 첫 도입했다.
아래는 KGM C090 차종을 운용하고 있는 업체 목록이다.
- 충청남도 : 덕성여객, 서령버스, 공주교통, 당진여객
- 전라남도 : 나주교통, 곡성교통, 화순교통, 구례여객
- 경기도 : 부흥운수, 신일여객
- 서울특별시 : 안암교통, 드림운수, 신흥기업, 왕금운수, 흑석운수, 삼청교통, 중랑운수, 수락운수, 청암운수, 경성운수, 우리마을버스, 인수운수, 석계운수
- 부산광역시 : 창성여객
- 경상남도 : 수려한합천버스

### KGM C110
KGM커머셜의 전장 11m급 도시형 초저상버스이며, 2025년 9월에 KGM 스마트 110 저상버스 후속모델로 출시될 예정이다.